# Virginia Ameztoy
María Virginia Ameztoy es una actriz argentina. Nacida en la Ciudad de Buenos Aires, el 18 de febrero de 1944. Intervino con frecuencia en cine, teatro y TV. Su paso por el cine se dio, por lo general, en películas dirigidas por Enrique Carreras, destacándose en Ya tiene comisario el pueblo (1967). En su primer filme figuró con el nombre Chochi Ameztoy. Su carrera artística fue declinando, y su último trabajo en cine fue en 1985 para Las barras bravas. En televisión, actuó en recordados ciclos televisivos como Rosa... de lejos (1980) y Amor prohibido (1986).

## Estrellita mia
Participó en un papel secundario, el de la enfermera Mirta, en la telenovela Estrellita mía (1987), papel que (como en todas las versiones anteriores y posteriores) pasaría a ser casi irrelevante en la segunda parte de la serie que comenzaría a partir del episodio 76 y que pasaría a ser principal a partir del episodio 115, cuando daría comienzo la tercera parte, terminando en el episodio 159.
Sin embargo, por motivos que no han trascendido, su personaje fue abruptamente eliminado de la serie en el episodio 73, sin ningún motivo y siendo el único personaje de la serie que desaparece del argumento sin dar absolutamente ninguna explicación al telespectador, simplemente tras una conversación con Mirella en el citado episodio 73 ya no vuelve a aparecer más, sin haber ninguna mención sobre si se marcha de viaje, vuelve a trabajar en algún hospital o cualquier dato sobre su destino, como se hizo con el resto de personajes que van abandonando la serie durante sus 159 episodios. Simplemente deja de estar en la serie.
A partir de la ya citada conversación, todas las tramas, argumentos y diálogos que debian de corresponder al personaje de Mirta fueron transferidas inmediatamente al personaje de Mirella, interpretada por Marina Skell, quien se mantuvo hasta el final de la serie ocupando las tramas argumentales que en versiones anteriores y posteriores corresponden a Mirta.
Por otro lado, los telespectadores más observadores podrán darse cuenta de que algunos episodios antes, alguna escena poco importante que en versiones anteriores y posteriores es de Mirta, en Estrellita mia es asignada al personaje de Mirella, lo que de alguna manera da que pensar que la sustitucion ya estaba planeada en la mente de los adaptadores del guion a la nueva versión.

## Filmografía
- Paula cautiva (1963)
- Hotel alojamiento (1966)..........................Coca
- El ojo que espía (1966)
- Ya tiene comisario el pueblo (1967)
- Un muchacho como yo (1968)
- Corazón contento (1969)
- Las procesadas (1975)
- Solamente ella (1975)
- Las locas (1977)
- Así es la vida (1977)
- Las barras bravas (1985)